# Fraser Forster
Fraser Gerard Forster (Hexham, Inglaterra, 17 de marzo de 1988) es un futbolista británico. Juega de guardameta y se encuentra sin equipo.

## Trayectoria
Se le conoce bien por sus grandes actuaciones en la Liga de Campeones 12-13, sobre todo contra el F. C. Barcelona.
El 8 de junio de 2022 el Tottenham Hotspur F. C. anunció su fichaje por dos temporadas a partir del 1 de julio una vez finalizara su contrato con el Southampton F. C. Permaneció una tercera campaña y disputó un total de 34 partidos, cuatro de ellos en la Liga Europa de la UEFA 2024-25 que ganaron.

## Selección nacional
El 12 de mayo de 2014 fue incluido en la lista final de 23 jugadores que representaron a Inglaterra en la Copa Mundial de Fútbol de 2014.

### Participaciones en Copas del Mundo
| Mundial         | Sede   | Resultado    |
| --------------- | ------ | ------------ |
| Mundial de 2014 | Brasil | Primera fase |

### Participaciones en Eurocopas
| Eurocopa      | Sede    | Resultado        | Partidos | Goles |
| ------------- | ------- | ---------------- | -------- | ----- |
| Eurocopa 2016 | Francia | Octavos de final | 0        | 0     |

## Estadísticas

### Clubes
Actualizado al último partido disputado el 29 de diciembre de 2024.
| Stockport County F. C. Inglaterra     | 3.ª           | 2008-09       | 6   | 4   | 1  | 1  | —  | —  | 7   | 5   |
| Stockport County F. C. Inglaterra     | Total club    | Total club    | 6   | 4   | 1  | 1  | 0  | 0  | 7   | 5   |
| Bristol Rovers F. C. Inglaterra       | 3.ª           | 2009-10       | 4   | 3   | 0  | 0  | —  | —  | 4   | 3   |
| Bristol Rovers F. C. Inglaterra       | Total club    | Total club    | 4   | 3   | 0  | 0  | 0  | 0  | 4   | 3   |
| Norwich City F. C. Inglaterra         | 3.ª           | 2009-10       | 38  | 32  | 4  | 3  | —  | —  | 42  | 35  |
| Norwich City F. C. Inglaterra         | Total club    | Total club    | 38  | 32  | 4  | 3  | 0  | 0  | 42  | 35  |
| Celtic F. C. Escocia                  | 1.ª           | 2010-11       | 36  | 22  | 8  | 7  | —  | —  | 44  | 29  |
| Celtic F. C. Escocia                  | 1.ª           | 2011-12       | 33  | 20  | 7  | 5  | 7  | 9  | 47  | 34  |
| Celtic F. C. Escocia                  | 1.ª           | 2012-13       | 34  | 32  | 5  | 4  | 12 | 14 | 51  | 50  |
| Celtic F. C. Escocia                  | 1.ª           | 2013-14       | 37  | 22  | 2  | 2  | 12 | 16 | 51  | 40  |
| Celtic F. C. Escocia                  | 1.ª           | 2014-15       | 0   | 0   | 0  | 0  | 4  | 4  | 4   | 4   |
| Southampton F. C. Inglaterra          | 1.ª           | 2014-15       | 30  | 21  | 7  | 8  | —  | —  | 37  | 29  |
| Southampton F. C. Inglaterra          | 1.ª           | 2015-16       | 18  | 17  | 0  | 0  | —  | —  | 18  | 17  |
| Southampton F. C. Inglaterra          | 1.ª           | 2016-17       | 38  | 48  | 4  | 3  | 6  | 4  | 48  | 55  |
| Southampton F. C. Inglaterra          | 1.ª           | 2017-18       | 20  | 30  | 1  | 2  | —  | —  | 21  | 32  |
| Southampton F. C. Inglaterra          | 1.ª           | 2018-19       | 1   | 3   | 0  | 0  | —  | —  | 1   | 3   |
| Celtic F. C. Escocia                  | 1.ª           | 2019-20       | 28  | 17  | 4  | 3  | 7  | 8  | 39  | 28  |
| Celtic F. C. Escocia                  | Total club    | Total club    | 168 | 113 | 26 | 21 | 42 | 51 | 236 | 185 |
| Southampton F. C. Inglaterra          | 1.ª           | 2020-21       | 8   | 11  | 5  | 1  | —  | —  | 13  | 12  |
| Southampton F. C. Inglaterra          | 1.ª           | 2021-22       | 19  | 35  | 5  | 9  | —  | —  | 24  | 44  |
| Southampton F. C. Inglaterra          | Total club    | Total club    | 134 | 165 | 22 | 23 | 6  | 4  | 162 | 192 |
| Tottenham Hotspur F. C. Inglaterra    | 1.ª           | 2022-23       | 14  | 23  | 4  | 3  | 2  | 1  | 20  | 27  |
| Tottenham Hotspur F. C. Inglaterra    | 1.ª           | 2023-24       | 0   | 0   | 1  | 1  | —  | —  | 1   | 1   |
| Tottenham Hotspur F. C. Inglaterra    | 1.ª           | 2024-25       | 7   | 15  | 2  | 4  | 4  | 6  | 13  | 25  |
| Tottenham Hotspur F. C. Inglaterra    | Total club    | Total club    | 21  | 38  | 7  | 8  | 6  | 7  | 34  | 53  |
| Total carrera                         | Total carrera | Total carrera | 371 | 355 | 60 | 56 | 54 | 62 | 485 | 473 |
| (1) Hace referencia a goles encajados |               |               |     |     |    |    |    |    |     |     |

## Palmarés

### Campeonatos nacionales
| Título                     | Club         | País    | Año     |
| -------------------------- | ------------ | ------- | ------- |
| Copa de Escocia            | Celtic F. C. | Escocia | 2010-11 |
| Scottish Premier League    | Celtic F. C. | Escocia | 2011-12 |
| Scottish Premier League    | Celtic F. C. | Escocia | 2012-13 |
| Copa de Escocia            | Celtic F. C. | Escocia | 2012-13 |
| Scottish Premiership       | Celtic F. C. | Escocia | 2013-14 |
| Copa de la Liga de Escocia | Celtic F. C. | Escocia | 2019-20 |
| Scottish Premiership       | Celtic F. C. | Escocia | 2019-20 |

### Títulos internacionales
| Título                 | Club                    | Sede   | Año  |
| ---------------------- | ----------------------- | ------ | ---- |
| Liga Europa de la UEFA | Tottenham Hotspur F. C. | Bilbao | 2025 |